# Brian Charles Hannam Kimmins
Sir Brian Charles Hannam Kimmins, britanski general, * 1899, London, † 1979.